# USS Lamson (DD-367)
Pour les autres navires du même nom, voir USS Lamson.
L'USS Lamson (DD-367) est un destroyer de classe Mahan en service dans l'US Navy pendant la Seconde Guerre mondiale. Il est le troisième navire de la marine américaine à porter le nom du lieutenant de la guerre de Sécession Roswell H. Lamson. 
Sa quille est posée le 20 mars 1934 au chantier naval Bath Iron Works à Bath (Maine). Il est lancé le 17 juin 1936 parrainé par Mlle Francis W. Andrews ; et mis en service dans l'US Pacific Fleet le 21 octobre 1936, sous le commandement du Commander H. E. Paddock. 

## Historique
Il est déployé dans le Pacifique dès le milieu de l'année 1937, zone où il servira jusqu'à la fin de sa carrière. Il rejoint son nouveau port d'attache de San Diego avant de rejoindre Pearl Harbor en 1939. Lorsque les Japonais attaquent la base américaine en décembre 1941, provoquant l'entrée en guerre des États-Unis dans la Seconde Guerre mondiale, le Lamson patrouillait en mer, échappant alors à l'attaque qui vit la perte de nombreux navires, dont quatre destroyers.  
Au début de 1942, il rejoint le Pacifique Sud pour des missions de patrouille et d'escorte, poursuivant ce rôle jusqu'en 1943, tout en menant également des opérations de combat occasionnelles, notamment la bataille de Tassafaronga en novembre 1942. Le Lamson rejoint ensuite la Nouvelle-Guinée qu'il bombarde jusqu'au début de 1944. 
Après une révision en Californie et une période d'entrainement dans les eaux hawaïennes, il rejoint Eniwetok le 8 août où il rejoint la 5e flotte. Pendant les deux prochains mois, il mène des patrouilles et participe à la lutte ASM dans les îles Marshall avant sa réaffectation dans la 7e flotte. 
Au départ de Hollandia, le 25 octobre, le Lamson rejoint les Philippines pour servir de piquet radar, de patrouilleur et de navire de contrôle lors de l’assaut massif sur Leyte. Tout au long du mois de novembre, le destroyer repousse de nombreuses attaques kamikazes visant des convois fournissant des vivres aux troupes combattant aux Philippines. Lors de la protection d'un convoi au large de la baie d'Ormoc, le Lamson abat deux Mitsubishi Ki-46 avant qu'un troisième ne s'écrase dans sa superstructure, faisant 25 morts et 54 blessés parmi l'équipage du destroyer. 

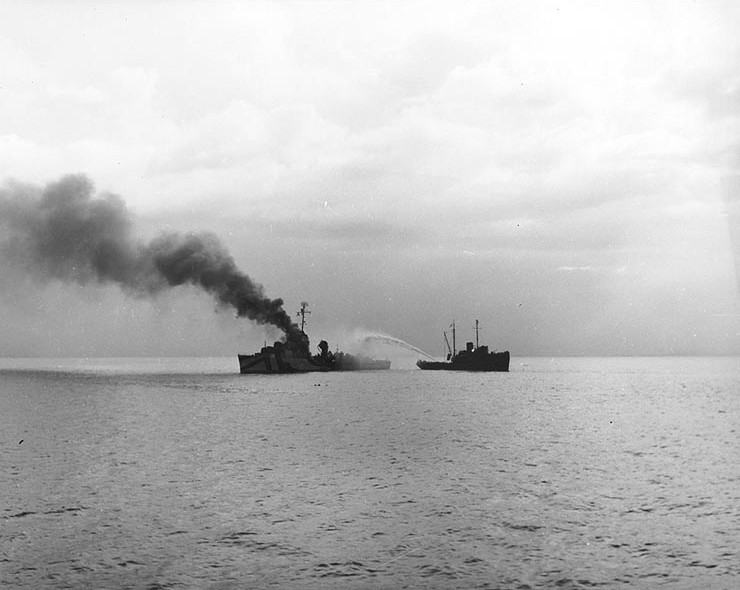
Le destroyer Lamson en feu dans la baie d'Ormoc le 7 décembre 1944, après avoir été touché par un kamikaze. Le remorqueur qui participe à la lutte contre l'incendie est probablement lATR-31.

Une fois réparé au Navy Yard de Puget Sound, il retourne dans le Pacifique pour des missions de patrouille et de sauvetage air-mer au large d’Iwo Jima. Le 3 septembre, le Lamson arrive à Chichi-jima pour superviser la reddition des îles Bonin. Après une mission d'occupation à Sasebo pendant un mois, le destroyer quitte le Japon le 29 octobre pour San Diego qu'il atteint un mois plus tard. 
Au début de 1946, le Lamson retourne à Pearl Harbor, où il reste jusqu'au mois de mai, avant de se rendre aux îles Marshall pour servir de cible dans les essais nucléaires de l'opération Crossroads à l'atoll de Bikini. Il est coulé le 1er juillet 1946 lors du premier essai [aérien], l'explosion de la bombe atomique « Able ». Il était positionné à 760 mètres du point d'impact sous la dénomination « navire n ° 6 » ; l'épave repose désormais à une quarantaine de mètres de profondeur.   

## Décorations
Le Lamson a reçu cinq Battle star pour son service pendant la Seconde Guerre mondiale.